# Will Hermanns
Peter Josef Wilhelm Hermanns (* 25. August 1885 in Aachen; † 16. Oktober 1958 ebenda) war ein deutscher Mundartdichter, Journalist, Verlagsleiter, Kurator und Leiter des Presseamtes der Stadt Aachen.

## Leben und Wirken
Nach seinem Abitur am Kaiser-Karls-Gymnasium in Aachen studierte Hermanns Philosophie, Germanistik und Kunstgeschichte an den Universitäten in Berlin, München und Bonn. Nach anschließenden Tätigkeiten zunächst als Schriftleiter in Bonn und anschließend als Verlagsleiter in Aachen habilitierte sich Hermanns an der RWTH Aachen mit dem Thema: Peter Josef Dautzenberg und sein Aachener Zuschauer (Politischer Merkur).
Im Jahre 1928 trat Hermanns in städtische Dienste und wurde später Direktor des Presse-, Kur- und Werbeamtes der Stadt Aachen und Leiter des internationalen Zeitungsmuseums. Schließlich erhielt er im Jahre 1935 noch eine Berufung zum außerplanmäßigen Professor für Zeitungskunde an der RWTH Aachen, die er nebenberuflich ausübte. Zum 1. Mai 1937 trat er in die NSDAP ein (Mitgliedsnummer 4.189.073) und wurde einer der maßgeblichen Redenschreiber des amtierenden Oberbürgermeisters Quirin Jansen. Nach dem Krieg musste Hermanns ein Entnazifizierungsverfahren durchlaufen.
Hermanns' erstes Mundartbuch Heäße Quelle erschien im Jahre 1908. In der Zeit des Ersten Weltkriegs veröffentlichte er zwei Lyrikbändchen, Eiserne Wehr und Der Kreg. Es folgten weitere Titel, zum Beispiel die Übertragung des Reineke Voß in Öcher Platt. Als sein Hauptwerk, dem der gesamte letzte Lebensabschnitt gewidmet war, gilt das Wörterbuch der Aachener Mundart (Aachener Sprachschatz), dessen Herausgabe und Fertigstellung (besorgt durch Rudolf Lantin) im Jahre 1970 er selbst nicht mehr erlebte.
Mit Freunden gründete Hermanns 1921 die bis heute bestehende Mundart-Puppenbühne Öcher Schängchen, für die er viele Stücke schrieb, die noch heute zum Repertoire der Puppenbühne gehören. Zusammen mit Edgar Perseke entwickelte Hermanns 1956 den ersten Verkehrskasper.

## Werke (Auswahl)
- Leuchtende Tage, 1905
- Heässe Quelle. Öcherdütsche Rümme, Aachen 1909
- Reinhart der Fochs singe Duett, Aachen 1916
- En Chronik van der jrueße Kreg, 1919
- Öcher Üllespejjel, Aachen 1925
- Öcher Lachduvve, Aachen 1925
- Mascherang. Foffzig Saache för selvs ze laache än anger Lü Pläsier ze maache, Aachen 1927
- Der schöne deutsche Rhein. Landschaft, Kunst und Kultur, Berlin 1930
- Geschichte der Aachener Mundartdichtung, Aachen 1932
- Stadt in Ketten. Geschichte der Besatzungs- und Separatistenzeit in und um Aachen 1918–1929, Aachen 1933
- 4000 Jahre Aachen. Schicksal, Verfassung, Wirtschaft, Kultur der vormals Freien Reichs- und Krönungsstadt. Ein Heimatbuch mit vielen Bildern, 1938
- Erzstuhl des Reiches. Lebensgeschichte der Kur- und Kronstadt Aachen, Ratingen 1951 (Nachdruck: Aachen 2000)
- Heimatchronik des Landkreises Aachen, Köln 1953
- Aachener Sprachschatz : Wörterbuch der Aachener Mundart, Verlag J. A. Mayer, Aachen 1954, als Neuer Aachener Sprachschatz im Jahr 2010 von Karl Allgaier, Meinolf Bauschule und Richard Wollgarten neu aufgelegt.